# MAMA (bài hát của EXO)
"MAMA" là một bài hát của nhóm nhạc nam Hàn-Trung Quốc EXO, nằm trong đĩa nhạc đầu tay của nhóm, MAMA (2012). Với hai phiên bản tiếng Hàn và tiếng Trung, bài hát được S.M. Entertainment phát hành trực tuyến vào ngày 8 tháng 4 năm 2012.

## Phát hành và quảng bá
"MAMA" được viết lời bởi Yoo Young-jin (phiên bản tiếng Hàn) và Wang Yajun (phiên bản tiếng Trung) và do Yoo Young-jin sản xuất. Phiên bản tiếng Hàn do EXO-K thể hiện còn phiên bản tiếng Trung do EXO-M thể hiện. Hai video âm nhạc của bài hát được đăng tải lên YouTube vào ngày 8 tháng 3 năm 2012, cùng ngày bài hát được phát hành trên iTunes cũng như các trang web âm nhạc của Hàn Quốc và Trung Quốc.
EXO-K và EXO-M biểu diễn cả hai phiên bản của "MAMA" lần đầu tiên trong hai showcase của mình tại Seoul, Hàn Quốc và Bắc Kinh, Trung Quốc lần lượt vào các ngày 31 tháng 3 và 1 tháng 4 năm 2012.
Ngày 8 tháng 4 năm 2012, EXO-M biểu diễn lần đầu tiên trên truyền hình tại lễ trao giải 12th Yinyue Fengyun Bang Awards với "MAMA". Đồng thời, EXO-K cũng xuất hiện lần đầu tiên trên các chương trình âm nhạc Hàn Quốc trong Inkigayo của đài SBS với "History" và "MAMA." Sau đó EXO-K tiếp tục biểu diễn bài hát trên M! Countdown của Mnet, Music Bank của KBS và Music Core của MBC lần lượt vào các ngày 12, 13 và 14 tháng 4 năm 2012.

## Video âm nhạc
Hai video âm nhạc của "MAMA" được đăng tải lên YouTube vào ngày 8 tháng 4 năm 2012 trên kênh chính thức của SM Entertainment. Cả hai đều có sự xuất hiện của tất cả các thành viên.

## Bảng xếp hạng
| Bảng xếp hạng                     | Thứ hạng cao nhất |
| --------------------------------- | ----------------- |
| China (Baidu New Singles Top 100) | 6                 |
| China (Baidu Singles Top 500)     | 6                 |
| China (Sina New Singles Chart)    | 1                 |
| China (Sina Hot Singles Chart)    | 7                 |
| Gaon Singles chart                | 46                |
| Gaon Monthly Singles chart        | 72                |
| Gaon Local Singles chart          | 46                |
| Gaon Streaming Singles chart      | 60                |
| Gaon Download Singles chart       | 41                |
| Billboard K-Pop Hot 100           | 89                |